# Caroline Chew
Caroline Rosanna Pei Jia Chew (geboren am 18. April 1992 in Singapur) ist eine singapurische Reiterin und Rechtsanwältin. Zwischen 2013 und 2017 gewann sie mehrere Medaillen bei den Südostasienspielen. Als Dressurreiterin nahm sie an den Weltreiterspielen 2018, den Olympischen Sommerspielen 2020 und den Weltmeisterschaften 2022 teil.

## Laufbahn
Caroline Chew stammt aus einer Reiterfamilie. Ihre Eltern sind Melanie und Tony Chew. Ihre Mutter Melanie Chew war eine Springreiterin und von 2007 bis 2017 Präsidentin der Equestrian Federation of Singapore. Ihre ältere Schwester Catherine Chew ist eine erfolgreiche Springreiterin, die bei den Südostasienspielen 2015 in Singapur Einzel-Silber und Mannschaftsgold gewann.
Caroline Chew selber begann im Alter von sechs Jahren zu reiten. Sie bestritt zunächst sowohl Spring- als auch Dressurturniere. Bei den Olympischen Jugendspielen 2010 in Singapur durfte sie den Olympischen Eid ablegen und belegte mit ihrem braunen Vollblut-Wallach Gatineau im Springreiten den 17. Platz. Später spezialisierte sie sich auf Dressurreiten. Bei den Asienspielen 2014 erreichte sie mit Romaniero Rang 14.
Im Alter von 19 Jahren zog sie nach Bristol, in England um Jura an der Universität Bristol zu studieren und um bei dem britischen Dressurreiter Matt Frost in Gloucestershire zu trainieren. Nach dem Studium zog Chew nach London, wo sie ab 2017 hauptberuflich als Anwältin bei Freshfields Bruckhaus Deringer arbeitete. Sie verband den Beruf und Reiten, indem sie vor der Pandemie jedes Wochenende von London nach Gloucestershire fuhr, um von Freitag bis Sonntag zu trainieren. Später konnte sie auch remote arbeiten.
Chew erreichte als erste Vertreterin Singapurs Grand-Prix-Niveau und nahm als erste Dressurreiterin aus Singapur an den Weltreiterspielen 2018 in Tryon teil und erreichte Rang 56.
Für die Olympischen Spiele in Tokio 2020 qualifizierte sich Chew als Ersatzreiterin und wurde so zu der ersten Reitsportlerin aus Singapur, die an den Olympischen Spielen teilnahm. Allerdings erschrak sich ihr Fuchs-Wallach Tribiani mehrfach im Dressurviereck. Während der Prüfung wurde das Paar von der Chefrichterin abgeklingelt, nachdem diese blutigen Schaum am Maul des Pferdes gesehen hatte. Dies bedeutete den Ausschluss für das Paar. Nach dieser Enttäuschung rang sie mit sich, ob sie angesichts der Doppelbelastung durch Beruf und Sport weiterhin Leistungssport betreiben wollte, entschloss sich aber weiter zu trainieren.
Bei den FEI Weltmeisterschaften Herning 2022 trat sie mit ihrem Erfolgspferd Tribiani an und erreichte im Einzel Rang 50.
Beim Weltcupfinale 2023  in Omaha erreichte sie auf Tribiani den 12. Platz. Sie konnte sich für die Olympischen Spiele 2024 in Paris qualifizieren. Da ihr 2004 geborenes Norwegisches Warmblut Tribani bei den Spielen 2024 bereits 20 Jahre alt sein wird, erwarb sie 2022 mit dem 2009 geborenen braunen Oldenburger Hengst Zatchmo, ein jüngeres, aber bereits international erfahrenes Pferd, das sie in der Turniersaison 2023 in Wellington, Florida, beim Global Dressage Festival international vorstellte. Dies war möglich, da sie beruflich die Gelegenheit hatte zeitweise in Washington, D.C. zu arbeiten. Seit dem Brexit ist das Reisen mit Pferden zu internationalen Turnieren von Großbritannien aus in Europa erschwert.